# Struer Kommune (1970–2006)
| Strukturdaten       | Strukturdaten  |
| ------------------- | -------------- |
| Sitz der Verwaltung | Struer         |
| Fläche              | 174,60 km²     |
| Einwohner           | 19.113 (2006)  |
| Kommune seit 2007   | Struer Kommune |
| Website             | www.struer.dk  |

Struer Kommune war bis Dezember 2006 eine dänische Kommune im damaligen Ringkjøbing Amt in Jütland. Sie entstand im Zuge der Kommunalreform im Jahre 1970 und seit Januar 2007 bildet sie zusammen mit  der Kommune Thyholm die neue Struer Kommune.